# Jablanica (Gradiška)
Jablanica (en cirílico: Јабланица) es una aldea de la municipalidad de Gradiška, Republika Srpska, Bosnia y Herzegovina.

## Población
| Composición de la Población - Aldea de Jablanica | Composición de la Población - Aldea de Jablanica | Composición de la Población - Aldea de Jablanica | Composición de la Población - Aldea de Jablanica | Composición de la Población - Aldea de Jablanica |
| ------------------------------------------------ | ------------------------------------------------ | ------------------------------------------------ | ------------------------------------------------ | ------------------------------------------------ |
|                                                  | 2013                                             | 1991                                             | 1981                                             | 1971                                             |
| Total                                            | 455                                              | 745 (100,0%)                                     | 831 (100,0%)                                     | 943 (100,0%)                                     |
| Varones                                          | 234                                              | -                                                | -                                                | -                                                |
| Mujeres                                          | 211                                              | -                                                | -                                                | -                                                |
| Serbios                                          | 442                                              | 728 (97,72%)                                     | 787 (94,71%)                                     | 938 (99,47%)                                     |
| Croatas                                          | 1                                                | -                                                | 1 (0,120%)                                       | -                                                |
| Bosniacos                                        | 1                                                | -                                                | 1 (0,120%)                                       | -                                                |
| Eslovenos                                        | -                                                | -                                                | -                                                | -                                                |
| Musulmanes                                       | -                                                | -                                                | -                                                | -                                                |
| Montenegrinos                                    | -                                                | -                                                | -                                                | -                                                |
| Macedonios                                       | -                                                | -                                                | -                                                | -                                                |
| Gitanos                                          | -                                                | -                                                | -                                                | -                                                |
| Albaneses                                        | -                                                | -                                                | -                                                | -                                                |
| Ukranianos                                       | -                                                | -                                                | -                                                | -                                                |
| Yugoslavos                                       | -                                                | 6 (0,805%)                                       | 28 (3,369%)                                      | 1 (0,106%)                                       |
| Otros                                            | -                                                | 11 (1,48%)                                       | 14 (1,68%)                                       | 4 (0,42%)                                        |
| Sin declarar                                     | 1                                                | -                                                | -                                                | -                                                |
| Desconocidos                                     | -                                                | -                                                | -                                                | -                                                |